# Veliko Gradište
Veliko Gradište (Servisch: Велико Градиште) is een gemeente in het Servische district Braničevo.
Veliko Gradište telt 20.659 inwoners (2002). De oppervlakte bedraagt 344 km², de bevolkingsdichtheid is 60,1 inwoners per km².
Naast de hoofdplaats Veliko Gradište omvat de gemeente de plaatsen Biskuplje, Garevo, Desina, Doljšnica, Đurakovo-Popovac, Zatonje, Kamijevo, Kisiljevo, Kurjače, Kumane, Kusiće, Ljubinje, Majilovac, Makce, Ostrovo, Pečanica, Požeženo, Ram, Sirakovo, Srednjevo, Topolovnik, Tribrode, Carevac en Češljeva bara